# 天壇座V626
天壇座V626，又名CD-5011474，HD 160342、SAO 244954、HR 6576，是天壇座的一颗恒星，视星等为6.24，位于銀經341.06，銀緯-10.56，其B1900.0坐标为赤經17h 34m 14.9s，赤緯-50° -10.56′ 26″。